# Чорногорія на Чемпіонаті світу з легкої атлетики 2017
Чорногорія на Чемпіонаті світу з легкої атлетики 2017, що проходив з 4 по 13 серпня 2017 року в Лондоні (Велика Британія) була представлена 1 спортсменом.

## Результати

### Жінки
Технічні дисципліни
| Спортсмен     | Дисципліна       | Кваліфікація | Кваліфікація | Фінал     | Фінал |
| Спортсмен     | Дисципліна       | Результат    | Місце        | Результат | Місце |
| ------------- | ---------------- | ------------ | ------------ | --------- | ----- |
| Марія Вуковіч | Стрибки у висоту |              |              |           |       |